# エディンバラ城
エディンバラ城（エディンバラじょう、Edinburgh Castle、エジンバラ城）は、イギリスのスコットランド・エディンバラにある城。キャッスル・ロックという岩頸の上に建つ古代からの要塞。人間の定住は紀元前9世紀前後からといわれている。たびたび戦闘に見舞われ、破壊と再建や増改築が繰り返され、城内で最も古い建築物は12世紀初期のセント・マーガレット教会堂で、16世紀以前の建築物もいくつかある。
エディンバラのシンボルであり、スコットランドでは、グラスゴーのケルビングローブ美術館・博物館に次いで多くの観光客が訪れている。イギリス指定建造物であり、現在、城の管理と運営のほとんどを行うのはスコットランド政府の外局であるヒストリック・スコットランドである。
多くの城がそうであるように、エディンバラの要塞は軍事活動の中心地で、かつてはロイヤル・スコッツ連隊やロイヤル・スコッツ・ドラグーン・ガーズ連隊の本部があった。現在も城と陸軍のつながりは深く、朝6時から9時まで城の城門に歩哨が立ち、スコットランド王の宝冠の警護に当たっている。エディンバラ城はいまだにセレモニー用の駐留部隊のいる数少ない城である。

## 沿革
- ゴドズィン王国が存在した紀元前600年頃に、ウェールズ語の叙事詩「ア・ゴドズィン」に現れる「エディンの要塞」（Din Eidyn）がキャッスル・ロックであるとされている。ゴドズィン王国はノーサンブリア王国に敗れ、ノーサンブリア王国は954年、ウェセックス王国に併合された。
- スコットランド王国の王であったマルカム3世大首領王（在位1058年–1093年）の妻マーガレットが居住していたという説がある[注釈 2]。
- エディンバラ城が王宮として使用されるようになったのは、スコットランド王エドガーの時代である。
- 1291年にはイングランド貴族で軍人のバセット卿（英語版）が城主となり、以後、1341年まで断続的に続いたスコットランド独立戦争のあいだ、イングランド人が城主となっていた。イングランド王のエドワード1世は1298年のイングランドのスコットランド侵攻（英語版）のときも、既にイングランド軍が支配するエディンバラの街には立ち入らなかった[3]。
- 1566年、のちにイギリス、アイルランド、スコットランドの王となるジェームズ6世（イングランド王としてはジェームズ1世）がスコットランド女王メアリーの息子としてエディンバラ城で誕生、1579年の成人後、再びエディンバラ城に居住するようになった[4]。
- 1726年、グレートブリテン貴族のひとつとして創設された「エディンバラ公」は始めにジョージ1世の孫でフレデリック・ウェールズ王太子に叙爵されたが、本人はエディンバラ城に居住することはなかった。
- 1854年から1860年まで城主は空席となっていた。
- 現在もイギリス軍関係者が城主を兼ねており、2022年現在はテレビ記者で予備軍人のアラスター・ブルース（英語版）が管理人城主である。

## みどころ

### デイヴィッズ・タワー
デイヴィッズ・タワーは、1376年にデイヴィッド2世により建設が委任された。当時の主流の建築であり、城の主要な入り口であったが、のち塔が宿泊する客人や貴族のため拡張され、原型の入り口はゲスト・ハウスに塗り込められた。
カトリックを信仰した女王メアリー1世は1567年にプロテスタントのボスウェル伯ジェームズ・ヘップバーンと結婚し、これに反対する貴族たちの大規模な反乱を引き起こした。反乱軍側に投降したメアリーはロッホ・リーヴン城へ監禁された。メアリーに忠誠を尽くす一部の貴族の助けを借り、彼女は城から逃亡しイングランドへ亡命した。エディンバラ城守護だったウィリアム・カークカルディーは1年余り城に立てこもった。幼王ジェームズ6世（のちのイングランド王ジェームズ1世）の摂政モートン伯ジェイムズ・ダグラスは、エリザベス1世より支援を受け、砲撃と銃撃でデイヴィッズ・タワーを崩壊させた。城の陥落後、ウィリアム・カークルディーは絞首刑にされ、ハーフ・ムーン・バッテリーを含む多くが再建された。

### ハーフ・ムーン・バッテリー
ハーフ・ムーン・バッテリーは、古いデイヴィッズ・タワーの後に建設された砲台である。この壮大な防衛の設備は今日も城の東側を占める。かつてディヴィッズ・タワーの客室であった部分は、冬の間だけ軍事用ハトの小屋にされたりしていた。

### クラウン・スクエア
クラウン・スクエアは城の頂上の砦である。スクエアの北側に国立戦争記念館、東側にロイヤル・パレス、南側にグレート・ホール、西側にクイーン・アン棟がある。

### キングズ・ロッジング
15世紀から、かつて王族の居室のあった部分である。メアリー1世が嫡子ジェームズ6世を生んだ産室、またはメアリー・ルームも含む。

### グレート・ホール
グレート・ホールは1511年、ジェームズ4世の命令で建てられた。スコットランド議会のミーティング会場として使われた。現在時折儀礼的行事に用いられる。

### クラウン・ルーム
スコットランド王家の宝冠や宝石類が展示されている。宝冠は1540年に作られ、スコットランド産の金、94個の真珠、10個のダイアモンド、33個の貴石と半貴石でできている。スコットランド王が代々戴冠してきた運命の石と呼ばれる『スクーンの石』も展示されている。この石は長くウェストミンスター寺院で保管され、イングランド、イギリスの代々の王が戴冠に用いてきたが、1996年にスコットランドへ返還された。

### セント・マーガレット教会堂
セント・マーガレット教会堂は、エディンバラ、また城内の中で最も古い建物である。12世紀に建設が始められた。デイヴィッド1世が、1093年にエディンバラ城で亡くなった母マーガレットに捧げ、王家の私用礼拝堂として建てた。
ロバート1世は、バノックバーンの戦いに敗れイングランド軍に捕らえられるのを避けるため、配下の司令官初代マリ伯に命じて城を破壊させた。しかし彼は行いを悔い教会堂の改修を依頼した。最大25人程度しか入らない教会堂だが、結婚式や洗礼式といった宗教行事に多く私用されている。

### モンス・メグ

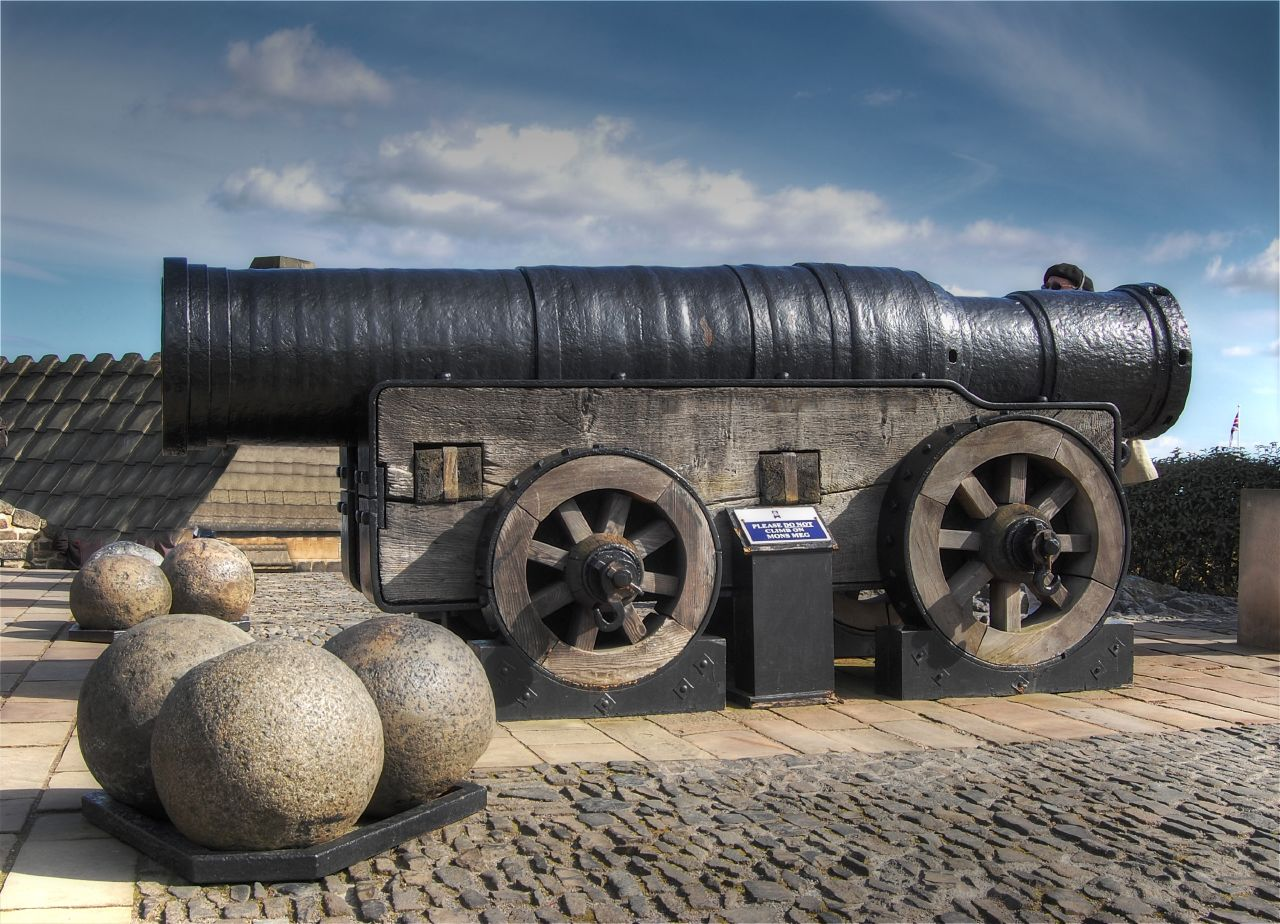
モンス・メグ

15世紀、北側にむけ6トンもの巨大な大砲が設置されていた。150キロの砲丸が使われ、メアリー1世とフランス王太子フランソワ（のちのフランソワ2世）との結婚を祝い1558年に打ち上げられた。

## 催し物
エディンバラ国際フェスティバル、エディンバラ・フェスティバル

### ミリタリー・タトゥー

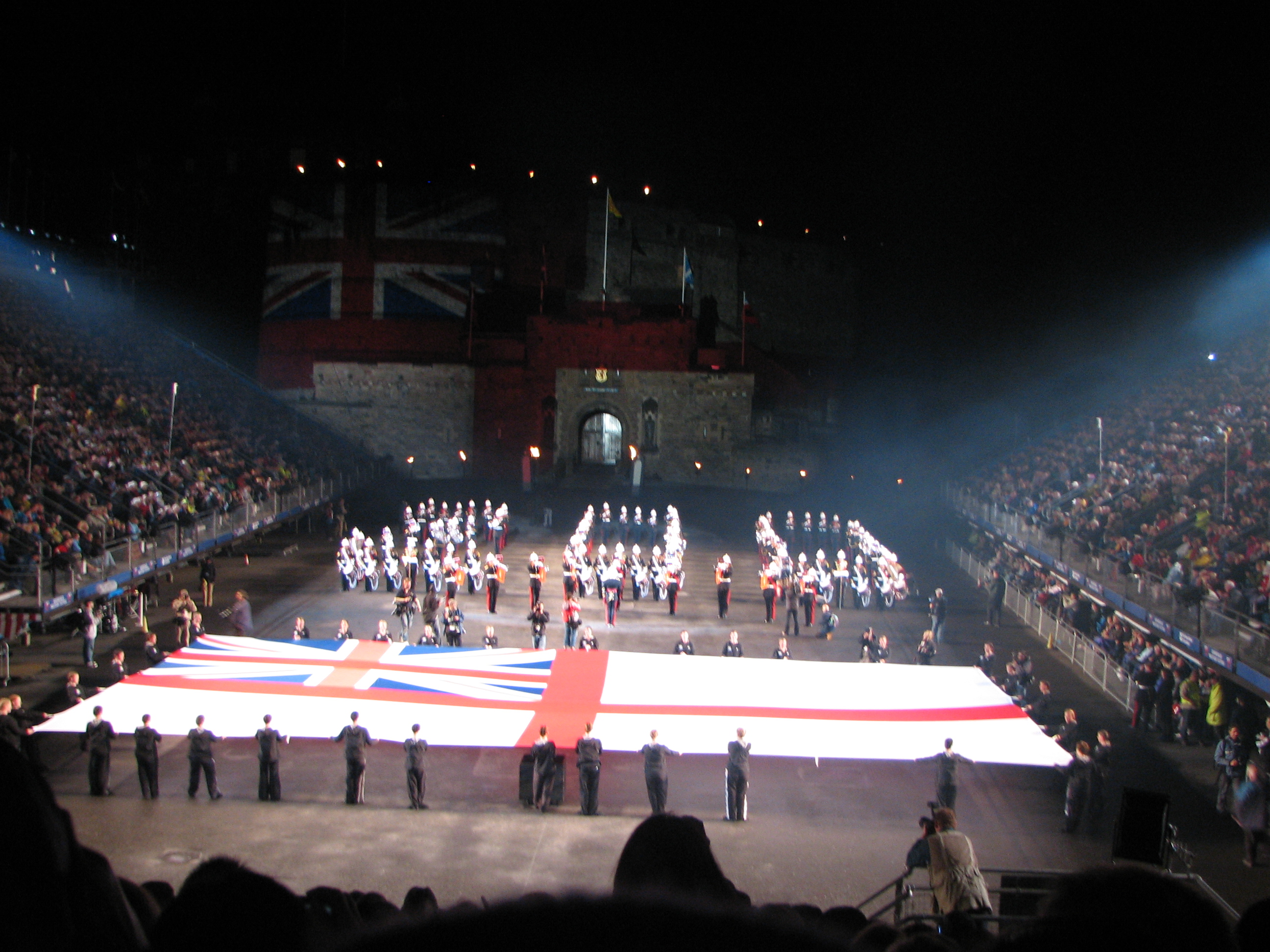
ミリタリー・タトゥー

8月に行われるスコットランド駐留部隊のパレードで、バグパイプとドラムを演奏し行進する。外国からパフォーマーを招待することもあり、2006年にはウガンダの孤児たちのコーラス隊が、2017年には日本から陸上自衛隊中央音楽隊が参加した。パレードのクライマックスは、バグパイプによる『ピルブロッホ』の独演である。

### ワン・オクロック・ガン

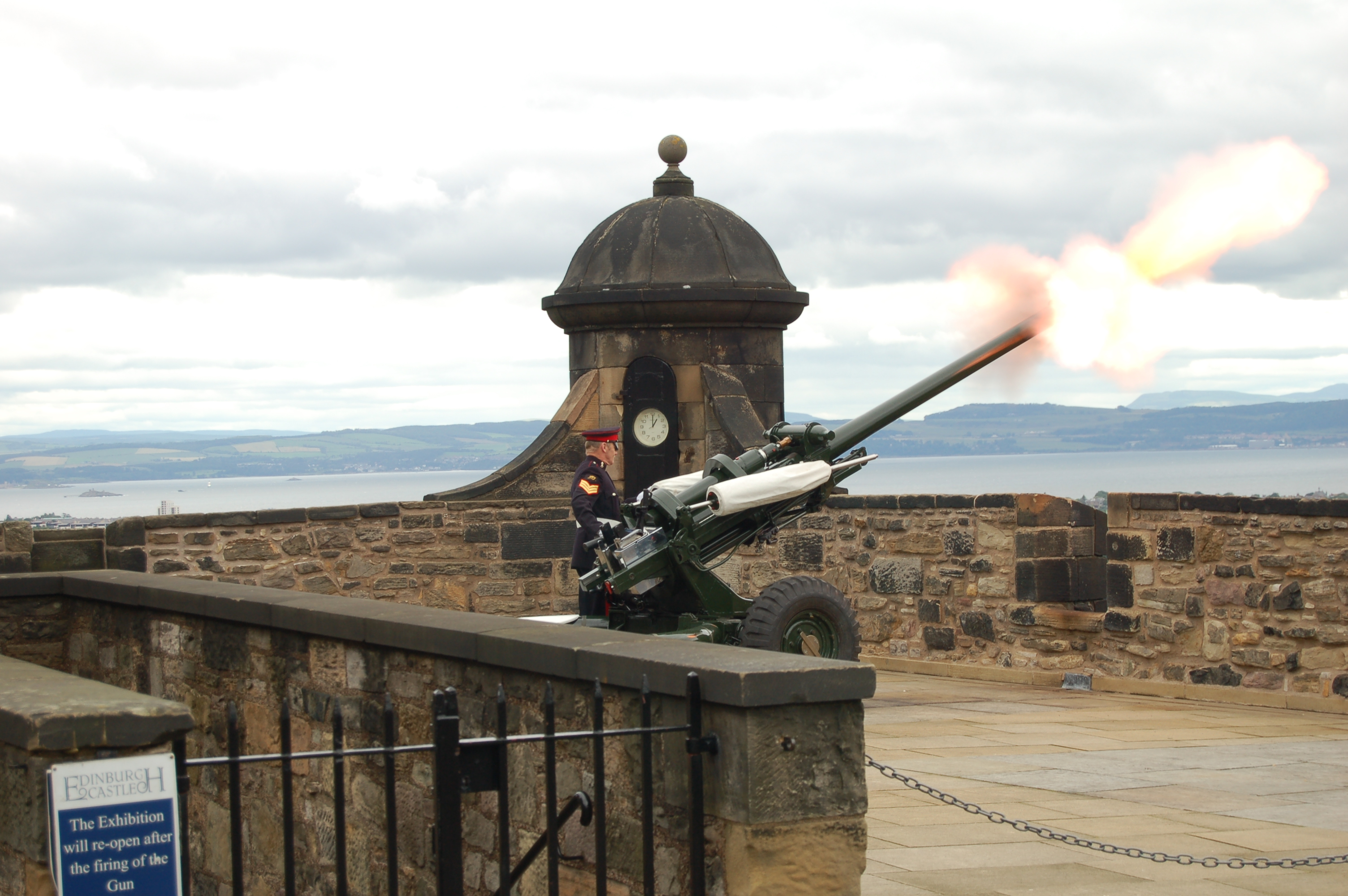
ワン・オクロック・ガン

ワン・オクロック・ガンとは、日曜日以外の午後1時頃に、エディンバラ城に設置された大砲から打たれる空砲である。定刻の少し前になると兵士が登場し、儀式めいたやりかたで空砲を1発打つ。その時刻になると観光客が見物に集まる。
かつては口径18ポンドの前装式大砲を使用してきたが、1953年には当時のイギリス軍主力野戦砲であった25ポンド野砲に更新され、現在は新たにイギリス軍の主力野戦砲となったL118 105mm榴弾砲がその役目を担っている。

## ギャラリー

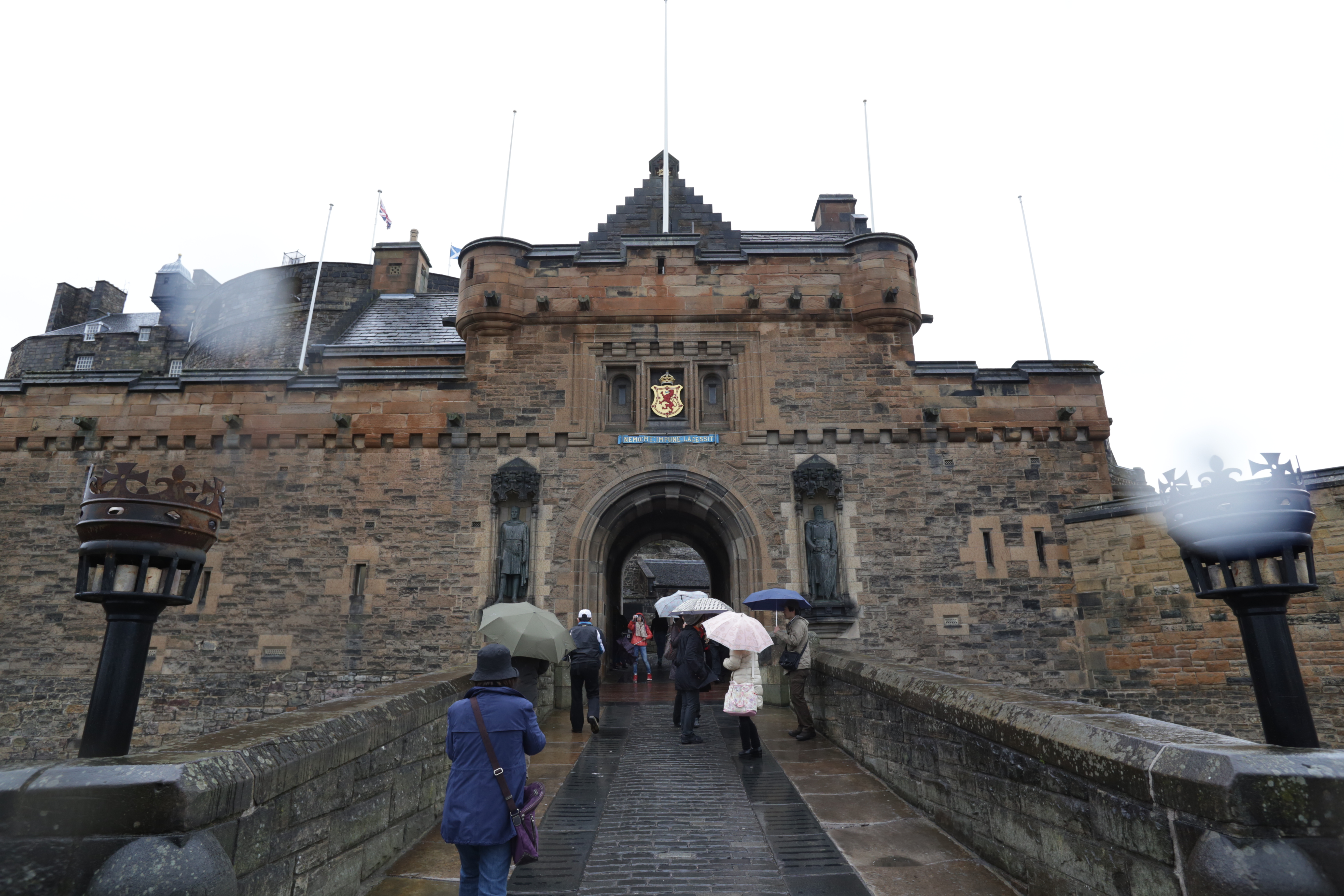
入場口
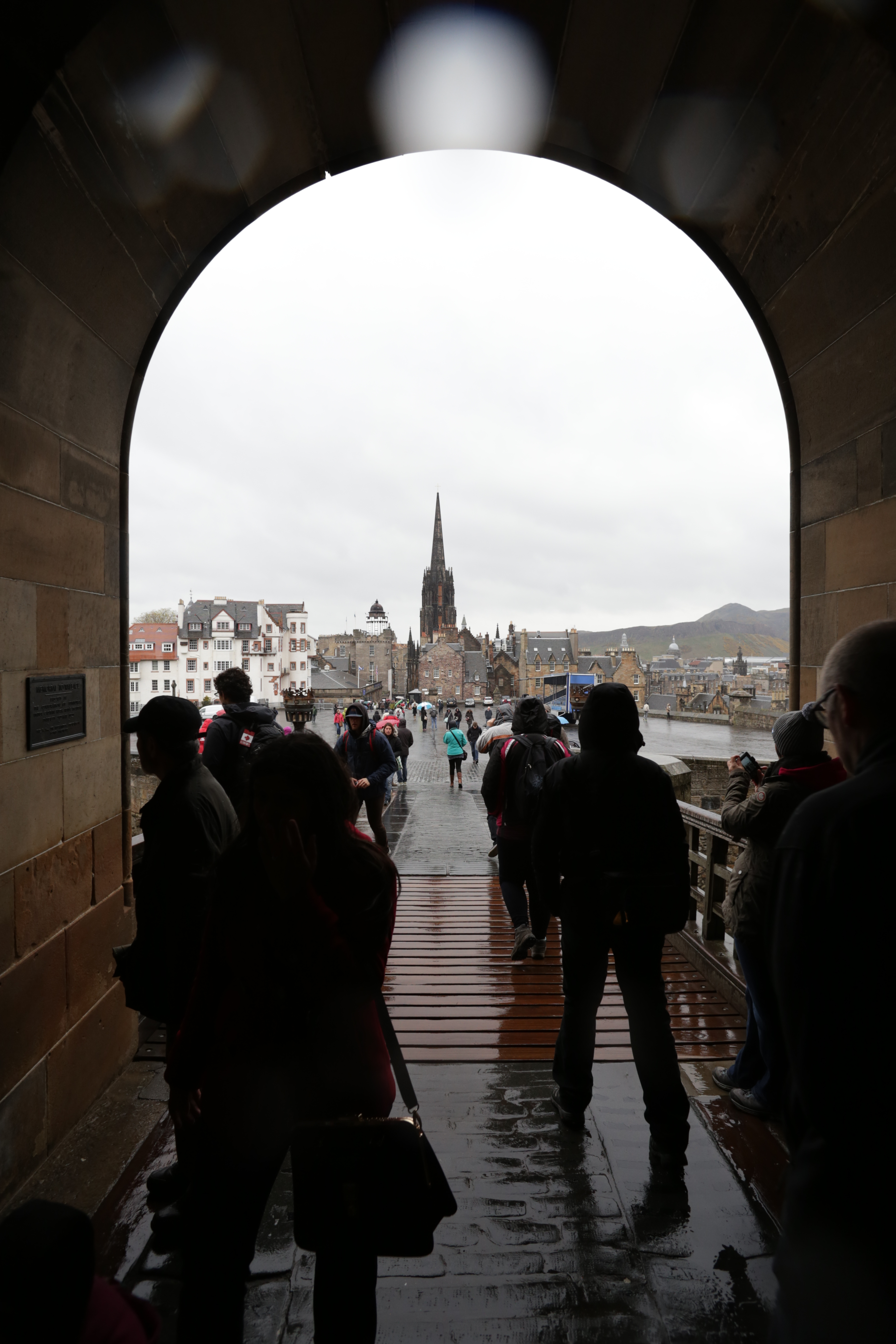
入場口からセント・ジャイルズ大聖堂を見たところ
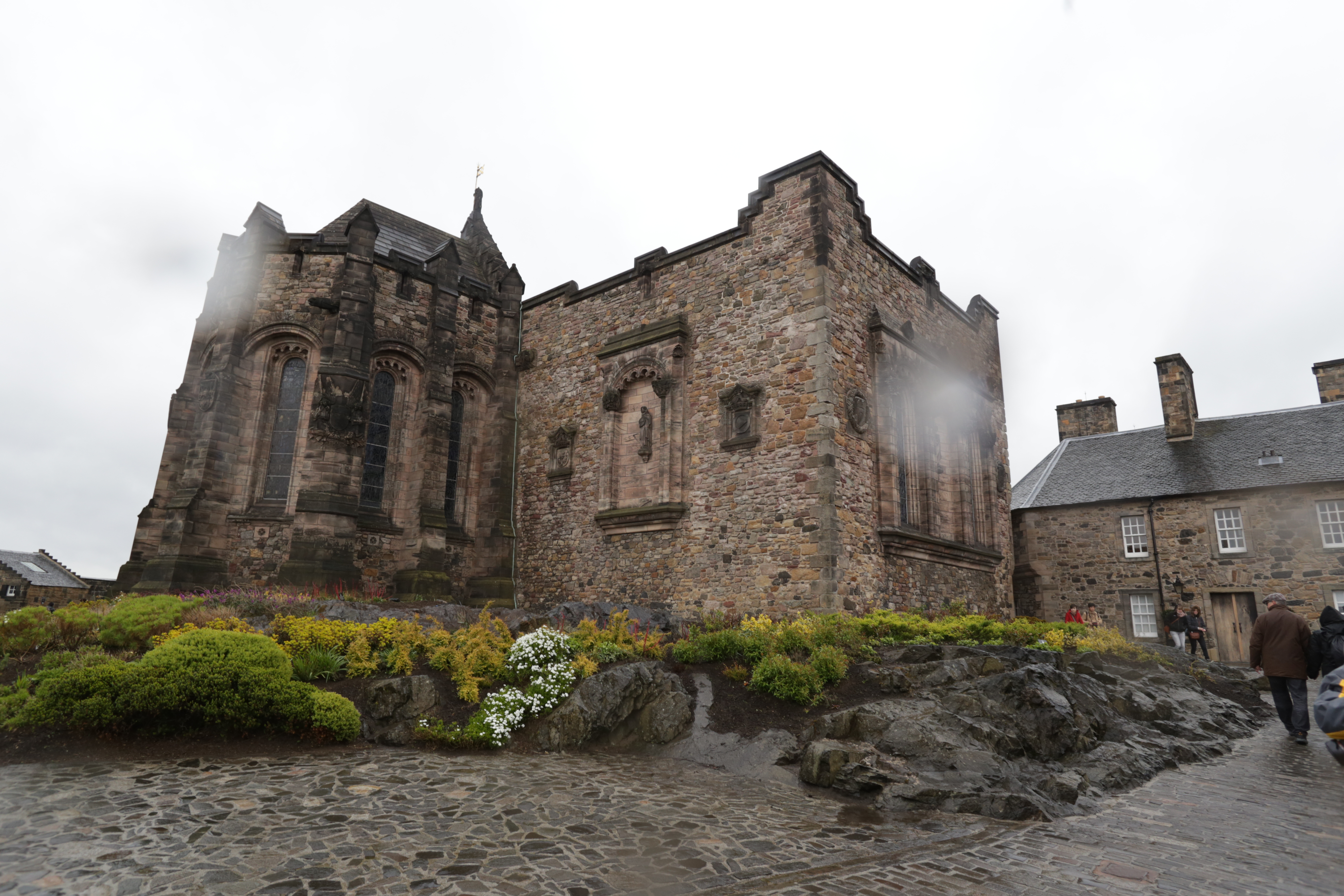
国立戦争記念館